# 美味秘方
《美味秘方》（英語：Final Recipe）是一部美食劇情片。由韓國導演金鎮娥執導，Henry劉憲華、楊紫瓊、黃經漢領銜主演，韓國泰國共同製作。該片講述祖孫三代因為各自對夢想的執著而分開，因烹飪而分離，也因烹飪而重聚，藉由孫子對爺爺的關愛、爸爸對兒子的思念，將家庭裡的美食記憶透過廚藝競賽一一呈現。
2013年9月21日於聖賽巴斯提安國際影展上首映，2014年獲選為柏林影展「美食大觀」觀摩單元。

## 劇情
知名電視節目製作人茱莉亞（楊紫瓊飾），自從挖掘到國際廚神大衛（黃經漢飾）之後，隨即展開尋找下一屆新任廚神工作，並為此特別舉辦「國際食神爭霸賽」。自小與爺爺相依為命，並與爺爺學做家常菜的馬克（Henry劉憲華飾），為了保住自家即將倒閉的中餐館，決定從新加坡飛往上海參加競賽。為了爺爺，也為了自己，他一路過關斬將，連續擊敗各國米其林大廚，最後站上挑戰國際廚神大衛的舞台上。此時，茱莉亞默默發現馬克不為人知的神秘身份…。

## 演員
| 演員         | 角色               |
| Henry劉憲華  | 馬克               |
| 楊紫瓊       | 茱莉亞             |
| 黃經漢       | 陳大衛，馬克的爸爸 |
| 張錚         | 老郝，馬克的爺爺   |
| 洛瑞·坦·齊恩 | 王太太             |
| 鲍比·李      | 阿朴，馬克的隊員   |
| 亞登楊       | 尚恩，馬克的隊員   |
| 源利華       | 香織，馬克的隊員   |
| 吳宇衛       | 班尼，節目主持人   |
| 丹尼爾布勞德 | 米其林主廚         |
| 拜倫·畢曉普  | 吉歐主廚           |

## 製作
2012年5月24日在泰國開始拍攝，橫跨新加坡、泰國、上海等地取景，並於2013年1月31日開始電影後期製作。

## 發行
2013年9月21日於聖賽巴斯提安國際影展上首映。

## 電影配樂
電影OST《Good Life》由Henry劉憲華作曲及演唱，Tiffany以features的方式參與。

## 外部連結
- 互联网电影数据库（IMDb）上《美味秘方》的资料（英文）
- 爛番茄上《美味秘方》的資料（英文）
- AllMovie上《美味秘方》的资料（英文）
- Yahoo奇摩電影上《美味秘方》的資料（繁體中文）
- 開眼電影網上《美味秘方》的資料（繁體中文）
- 时光网上《美味秘方》的資料（简体中文）
- 豆瓣电影上《美味秘方》的資料 （简体中文）